# Valići (akumulacija)
Valići je vodena akumulacija na rijeci Rječini.

## Opis
Izgrađena je radi HE Rijeke. Gradila se od 1964. do 1966. godine. Kompenzacijski bazen izgrađen je 1966. godine. Armiranobetonska brana nosi isto ime, a nalazi se blizu sela Grohova. 
Elektroprojekt iz Zagreba proveo je projektne radove. Izvođač radova bila je Hidroelektra. Voda iz akumulacije Valići usmjerava se na postrojenja HE Rijeke preko dovodnoga tlačnog tunela. Postrojenja su u donjem toku, neposredno uz izvor Zvir.